# リッカルド・ドリゴ
リッカルド・エウジェニオ・ドリゴ（Riccardo Eugenio Drigo, 1846年6月30日 パドヴァ - 1930年10月1日 同地）は、イタリアのバレエ作曲家、指揮者。ロシア・サンクトペテルブルクの国立バレエ団（Imperial Ballet）のカペルマイスターおよび音楽監督としての長いキャリアで知られる。

## 生涯
ドリゴはパドヴァで家族の友人Antonio Jorichに音楽を習った後、ヴェネツィアの音楽学校でアントニオ・ブッツォーラ（ガエターノ・ドニゼッティの教え子）に師事した。彼はピアノ教師を務め、また故郷で作曲家・指揮者として成功を収めた。
1878年にドリゴはロシアへ移住し、この地で40年以上を過ごすこととなった。1879年、彼はサンクトペテルブルクでイタリア・オペラの指揮者に任命された。1886年に彼はこの地位を辞して、国立バレエ団の指揮者・作曲家の地位に就いた。彼はロシアで最先端のダンサーや振付師たち（マリウス・プティパ、レフ・イワノフら）と共に活動した。彼が最初に指揮したのはチャイコフスキーの『眠れる森の美女』と『くるみ割り人形』であった。1899年、彼はプティパ振り付けのバレエ『海賊』（Le Corsaire, サンクトペテルブルク、1899年）第二幕の有名なパ・ド・ドゥの音楽を作曲した。ドリゴ自身が作曲を行った作品もまた有名なものであった。1900年に初演されたバレエ『百万長者の道化師』（Les Millions d'Arlequin）は、国際的な名声を得ることとなった。同曲の中のセレナードは特に有名になり、後にベニャミーノ・ジーリのためにE・A・マリオの詞を付けた歌曲としても発表している。
ドリゴは自主的に亡命のような状態に身を置いたものの、時折はイタリアを訪れ続けていた。最終的に1920年、彼はロシア革命後のロシアに身を置けなくなり、パドヴァへと戻った。その後、地元の劇場のためのバレエ作品を数作作曲している。1930年、故郷パドヴァにて逝去。84歳没。

## 主な作品

### バレエ
- 百万長者の道化師（Les Millions d'Arlequin）
- 魔法の笛（La Flute magique）
- フローラの目覚め（Le reveil de Flore）
- タリスマン（Le Talisman）